# اس‌ام‌اس فرانسبرگ
اس‌ام‌اس فرانسبرگ (به انگلیسی: SMS Frundsberg) یک کشتی است که طول آن ۶۹٫۰۸ متر (۲۲۶ فوت ۸ اینچ) می‌باشد. این کشتی در سال ۱۸۷۳ ساخته شد.